# Torenia crustacea
Torenia crustacea är en tvåhjärtbladig växtart som först beskrevs av Carl von Linné, och fick sitt nu gällande namn av Adelbert von Chamisso och Schltdl.. Torenia crustacea ingår i släktet Torenia och familjen Linderniaceae. Inga underarter finns listade i Catalogue of Life.